# Culture des catacombes
 (octobre 2018).
La culture des catacombes, entre 2800 et 2200 av. J.-C., désigne une culture de l'Âge du bronze ancien qui occupait essentiellement ce qui constitue aujourd'hui l'Ukraine. Elle succède à la culture du Dniepr moyen. Elle avait des liens avec la culture Yamna et semble être plus un terme géographique qui recouvre plusieurs cultures archéologiques plus petites qui lui sont liées.

## Origine et fin
L'origine de la culture des catacombes est discutée. Jan Lichardus énumère trois possibilités : un développement local ayant son origine seulement dans la culture Yamna précédente, une migration en provenance de l'Europe centrale, ou une origine orientale. La culture des catacombes est la première à introduire des poteries cordées dans les steppes. Elle montre une utilisation à profusion de haches de guerre polies, suggérant un lien avec l'Ouest. Des parallèles avec la culture d'Afanasievo, incluant des déformations crâniennes provoquées, suggèrent quant à eux un lien avec l'Est. 
Il semble que l'aggravation des conditions climatiques et l'aridification vers 2300–2200 av. J.-C., en association avec l'événement climatique de 4 200 AP, a finalement conduit à un abandon de la région des steppes en 1 700 av. J.-C..
La culture des catacombes fut évincée par la culture de Srubna, à partir du XVIIe siècle av. J.-C. environ,  associée à une expansion iranienne ou aux Scythes (parfois classifiés de façon variable comme étant des Thraces par exemple).

## Économie et rites funéraires

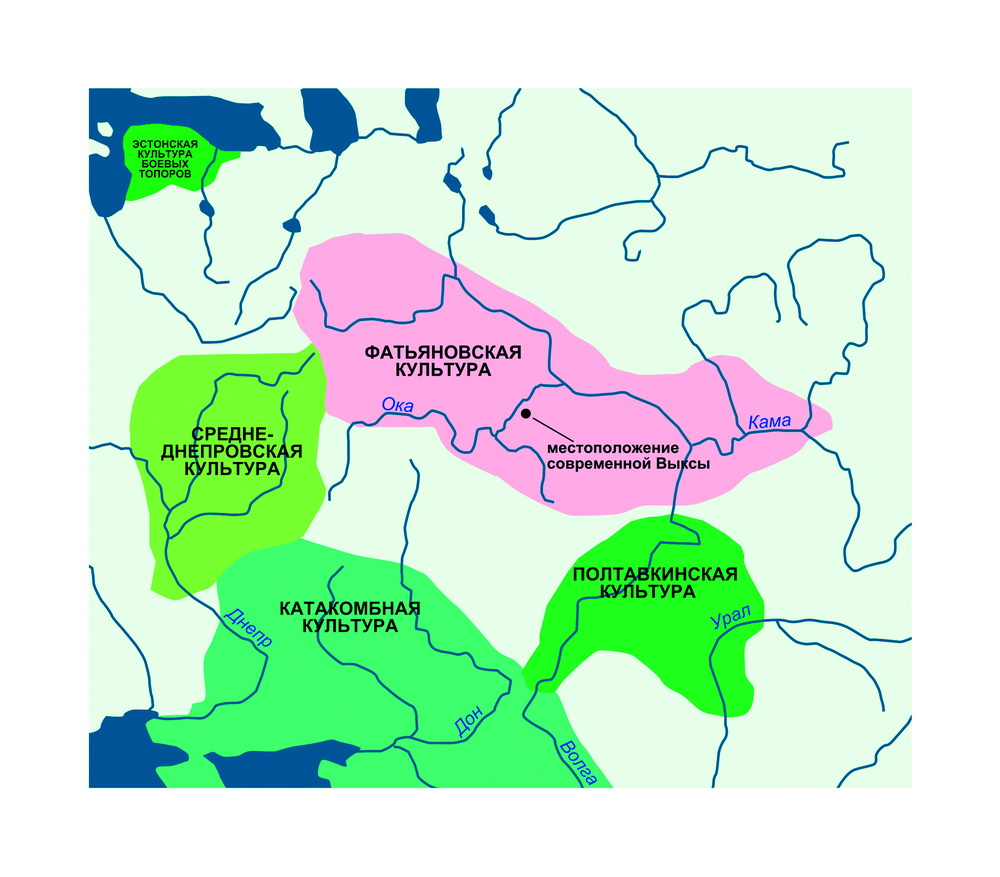
La culture des catacombes Катакомбная культура est située le plus au sud des cultures indiquées en vert

Le nom de la culture lui vient de ses pratiques funéraires : celles-ci sont similaires à celles de la culture Yamna, avec, cependant, un espace creux creusé vers l'extérieur du puits principal, créant la catacombe. Des restes d'animaux étaient incorporés dans une petite minorité de tombes. 
Certaines tombes présentent une pratique distinctive consistant à modeler un masque sur le visage du défunt, créant en cela une évidente, sinon appropriée, association d'idée avec le fameux masque d'or funéraire d'Agamemnon (voir aussi culture de Tashtyk).
L'économie est essentiellement basée sur l'élevage et sur un pastoralisme mobile, bien que certaines traces de céréales aient été retrouvées. Il semble, néanmoins, qu'il y ait eu certains métiers spécialisés, en particulier des forgerons.
Par ailleurs, les travaux génétiques fondés sur le séquençage du génome de 273 chevaux anciens concluent que les chevaux domestiques modernes sont originaires d'un même lieu, dans la steppe pontique entre basse Volga et Don. Ils datent cette domestication d'il y a environ 4 200 ans. Ce profil génétique se serait répandu à grande vitesse en raison de l'apparition de variants de deux gènes dans la population domestiquée, l'un impliqué dans l'anatomie dorsale et conférant aux chevaux un dos plus robuste et une plus grande endurance, l'autre augmentant leur docilité.

## Langue
Le peuple associé à la culture des catacombes n'est pas clairement identifié. Dans le contexte de l'hypothèse kourgane développée par Marija Gimbutas, une composante indo-européenne est difficile à nier, spécialement dans les derniers stades. Localiser ici les ancêtres du grec, de l'arménien et des langues paléo-balkaniques est tentant et permettrait d'expliquer certaines caractéristiques communes.
Plus récemment, l'archéologue ukrainien V. Kulbaka a suggéré que les cultures Yamna tardives (de 3200 à 2800 av. J.-C. environ), et notamment les groupes Budzhak, Starosilsk, et Novotitarovka, puissent être les ancêtres grecs-arméniens-aryens (gréco-aryen, gréco-arménien), et que la culture des catacombes soit l'ancêtre des cultures des Indo-iraniens « unifiées » (vers 2500 av. J.-C.). Cependant, d'après de récents calculs glottochronologiques, cette séparation aurait eu lieu plus tôt.
La version de Grigoryev (1998) de l'hypothèse arménienne, également défendue par Leo Klejn, relie la culture des catacombes aux Indo-Aryens, car le rituel funéraire des catacombes a des racines au sud-ouest du Turkménistan depuis le début du IVe millénaire av. J.-C. (cimetière de Parkhai).

## Objets manufacturés
|  |  |  |  |